# Арканова Валентина Федорівна
Арка́нова Валенти́на Фе́дорівна (5 лютого 1934, Херсон — 12 червня 2013, Харків) — українська співачка, (колоратурне сопрано), педагог. Народна артистка України (1968).

## Біографія
Валентина Федорівна Арканова народилась 5 лютого 1934 року в місті Херсон. У 1957 році закінчила Харківську консерваторію, навчалась у Л. Є. Куриленко.
З 1956 року — солістка Харківського театру опери та балету.
З 1971 року — викладач Харківського інституту мистецтв, з 1978 року — доцент, професор кафедри сольного співу Харківського університету мистецтв ім. І. П. Котляревського.
Член правління міжобласного відділення Національної Спілки театральних діячів України м. Харків.
Валентина Арканова померла 12 червня 2013 року у м. Харкові, похована на Харківському міському кладовищі №13.

## Творча діяльність
Серед виконаних В. Ф. Аркановою вокальних партій: Людмила, Антоніда, Снігуронька, Віолетта, Джильда; Оскар («Бал-маскарад»), Розіна, Лючія; Червона Шапочка («Червона Шапочка» Гокієлі), Марильця (Тарас Бульба); Виступала й як концертна співачка.

## Нагороди і почесні звання
- Народна артистка УРСР (1968).
- Нагороджена орденом Княгині Ольги III ступеня.[6]